# 228. bataljon iz Toronta
228. bataljon iz Toronta ali Toronto 228th Battalion je bil hokejski klub iz Toronta, ki je deloval v ligi National Hockey Association v sezoni 1916/17. V celoti je bil sestavljen iz čet 228. bataljona Kanadske vojske.
Moštvo je bilo tudi znano pod imenom Northern Fusiliers in je igralo s khaki vojaškimi uniformami. Moštvo je bilo v ligi najbolj priljubljeno in je tudi v ligi vodilo v zadetkih, dokler niso februarja 1917 regimenta poslali čez ocean na bojišče. Tedaj se je klub tudi umaknil iz lige. Umiku je kmalu sledil škandal, katerega posledica je bil odpoklic nekaterih zvezdnikov, ki so trdili, da so jih pooblastili samo za igranje hokeja na ledu. 
Liga NHA je nato tožila vojsko za 3.000 $ in še nekaj prihodkov od tekem, ker je moštvo zapustilo ligo. Tožba ni bila uspešna. 

## Postava
- Amos Arbour
- Roxy Beaudro
- Jack Brown
- Art Duncan
- Howie Lockhart
- George McNamara
- Howard McNamara
- Gordon Meeking
- Eddie Oatman
- George Prodger
- Harry Reynolds
- Bill Speck